# Laakhaven

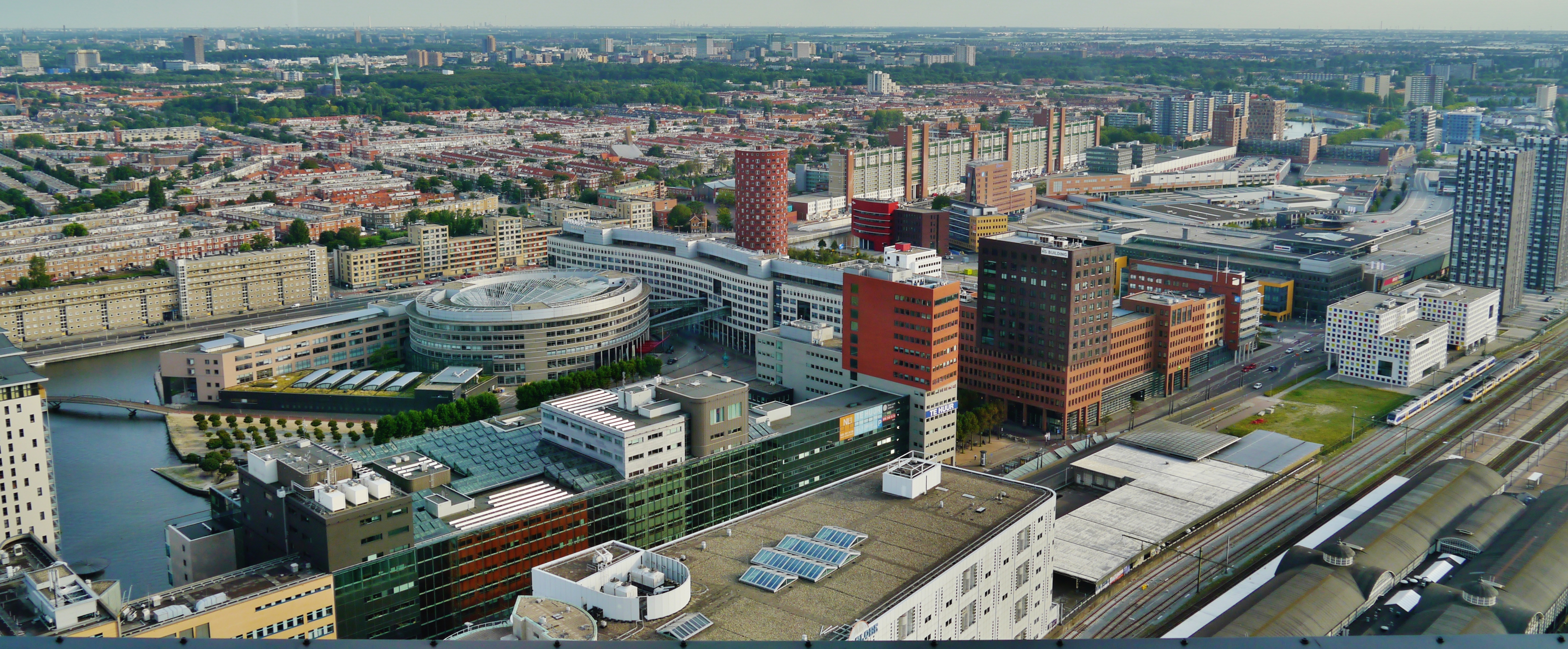
Linksvoor de zijarm van Laakhaven aan de Fijnjekade met rechts daarvan het complex van de HHS.

De Laakhaven in Den Haag (in de gelijknamige wijk Laakhavens) (straatnaam: Neherkade) is in 1900 aangelegd als zijtak van de Haagvliet. Zodoende staat de haven in verbinding met de Vliet tussen Leiden en Delft. De haven ontwikkelde zich tot een belangrijke binnenhaven, maar dat is intussen voorbij. Een deel van de haven doet dienst als passantenhaven.

## Aanleg
In 1890 werd Isaac Anne Lindo, ingenieur, door de gemeente Den Haag aangesteld om het grote aantal plannen voor het aanleggen van havens in Den Haag te coördineren. Onder de plannen vielen het Verversingskanaal, de Zeehaven en het Kanaalplan. In 1894 werd een
begin gemaakt met de grondaankoop en nog hetzelfde jaar werd begonnen met de aanleg van het kanaal.
In 1902 werd het definitief ontwerp voor de Laakhaven en het globaal bestemmingsplan door de gemeenteraad goedgekeurd. Al in In 1924 werd het Laakkanaal aangelegd als verbinding tussen de Laakhaven en de Loosduinsevaart en in 1928 was de Laakhaven zelf klaar. 
In 1926 werden de treinsporen door het gebied in gebruik genomen.(Raccordement Laakhaven) Er waren sporen in de 1e van der Kunstraat, 2e van der Kunstraat, 3e van der Kunstraat, Leeghwaterstraat en Cruquiusstraat. Bij die laatste straat en bij de Leeghwaterstraat werden de treinsporen gekruist door de tramsporen van lijn 2 (1e). Later reed lijn 4 daar, en daarna nog lijn 16 & 17 (3e). In 1970 verdwenen de tramlijnen. In 1974 sloot het raccordement, maar de laatste rails verdween pas in 2014.

## Ontwikkeling
Nadat het in 1911 voor beurtvaarders verboden werd elders in de stad een ligplaats te hebben, verhuisden ze naar de Laakhaven.In 1918 werd de beurtvaart vrijwel geheel gemotoriseerd. Tot 1960 werd de Laakhaven druk gebruikt, maar daarna werd dit minder, omdat de beurtvaart de concurrentie met de vrachtwagen niet aankon. In 1966 verliet het laatste beurtvaartschip de Laakhaven. In 1967 werd de vaart op Scheveningen gestaakt, en in 1973 kwam een einde aan de vaart op het Westland. Vanaf de jaren 1990 wilde de gemeente af van de vervallen industriegebouwen, en het gebied een andere bestemming geven. Derhalve zijn er maar enkele oude gebouwen over gebleven. Sommige straten zijn geheel of deels verdwenen of hebben nu een andere naam. Wel zijn door een besluit van wethouder Wijsmuller in maart 2018 de beide havenkranen gered van de sloop en op de gemeentelijke monumentenlijst geplaatst. De kranen werden gebouwd bij Conrad-Stork; de een loste zand en grint voor de betoncentrale en de ander bouwmaterialen voor een handelaar.